# Escena eliminada

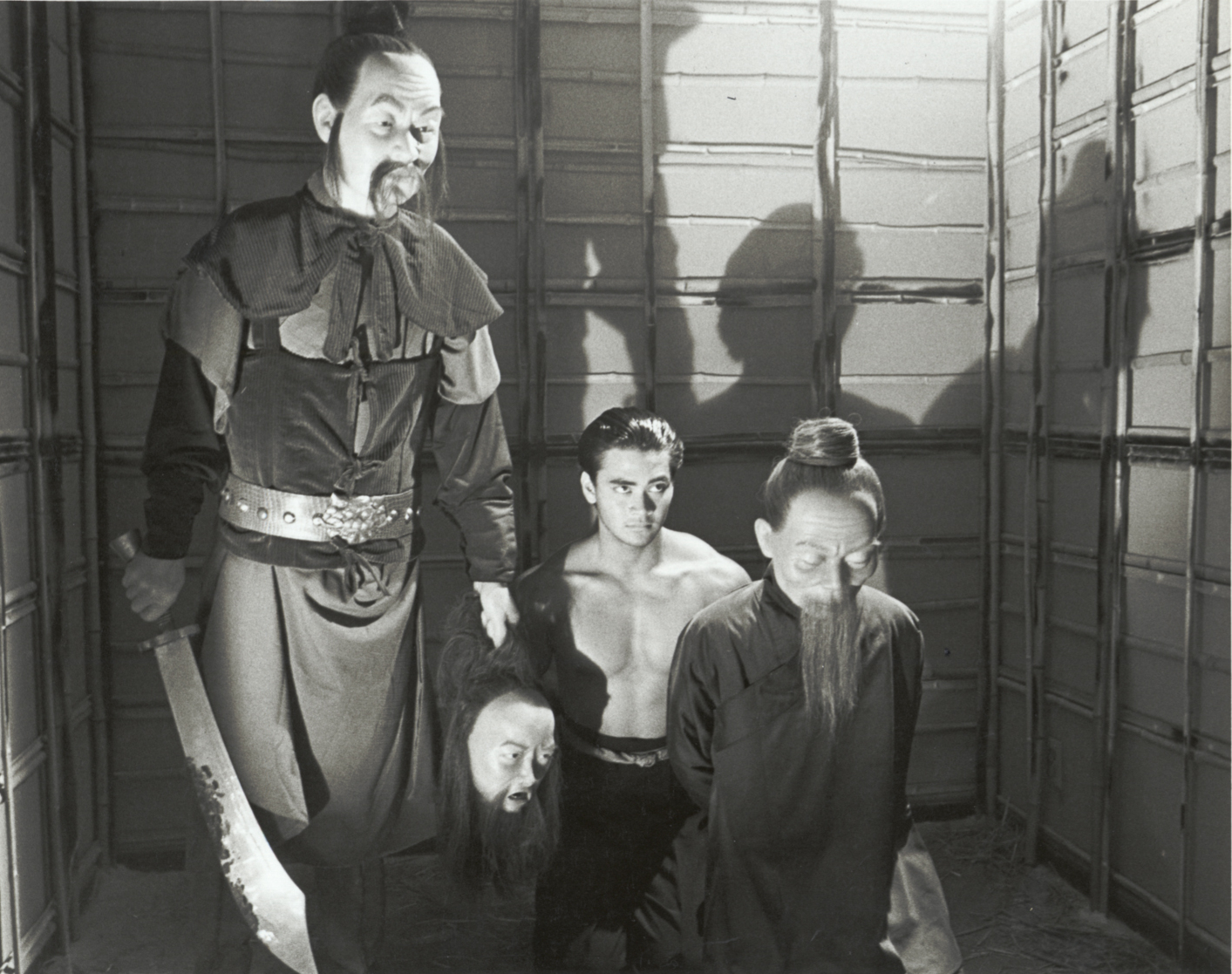
Mark Dacascos en una escena eliminada de Dim Sum - A Little Bit of Heart

Una escena eliminada es material que se ha removido de la versión final de una película o programa de televisión. Estas escenas se eliminan por diversas razones, como por limitaciones de tiempo, relevancia, problemas de calidad, interrupción en la trama o por problemas presupuestarios. Un caso similar ocurre fuera de pantalla en las que ciertos eventos no se muestran.
Un término relacionado es «escena extendida», que se refiere a una versión más larga de una escena que fue recortada para la versión final de la película. A menudo, las escenas extendidas se incluyen en colecciones de escenas eliminadas o se denominan simplemente escenas eliminadas, como ocurre, por ejemplo, en Harry Potter y la cámara secreta y El Señor de los Anillos.

## Razones para la eliminación
A menudo se eliminan escenas de películas y programas de televisión por solicitud de un estudio o cadena, o para reducir el tiempo de ejecución, mejorar el flujo narrativo o evitar contenido ofensivo.

### Solicitud de modificación
El estudio o la cadena encargados de emitir o distribuir una producción pueden no estar de acuerdo con alguna escena y solicitar su modificación, eliminación o reemplazo.
Esto es más común en la producción de series de televisión, ya que las cadenas y canales a menudo deben tener en cuenta la reacción de los espectadores, críticos o censores frente a la programación. También existir el temor de perder audiencia, a ser multado o sancionado de alguna otra manera, o enfrentar dificultades para encontrar anunciantes.

### Tiempo de ejecución
Las preocupaciones sobre el tiempo de ejecución también pueden provocar que se eliminen o acorten escenas.
En los largometrajes, se pueden cortar escenas para reducir la duración del corte final de la película, a veces con el fin de incluir más proyecciones de una película cada día cuando se estrena en cines.
Sin embargo, en las series de televisión, la duración se vuelve aún más preocupante debido a las estrictas limitaciones de la franja horaria, especialmente en los canales con publicidad, donde puede haber solo 20 minutos del programa por franja de media hora. Dependiendo de la cadena y el formato particular del programa, esto puede incluir o no créditos iniciales o finales; muchas cadenas con publicidad reducen los créditos finales o los muestran en pantalla dividida para dejar espacio a más anuncios. La mayoría de los programas tienen una franja de media hora o una hora, lo que obliga a los productores a dividir los actos de forma que el espectador quiera seguir viendo después de la pausa publicitaria y para no exceder los límites de duración establecidos.

### Interrupción del flujo narrativo
Aunque la calidad de los cortes inicial y final de una película es subjetiva, una escena o versión de una escena puede afectar negativamente al conjunto de la película. Puede ralentizar el ritmo, aportar detalles o explicaciones innecesarias, o aclarar puntos que deberían estar implícitos o expresados con mayor sutileza. Es habitual eliminar estas escenas durante la edición, aunque a veces se incluyen en el lanzamiento en vídeo doméstico como contenido adicional.
Existen varios ejemplos de escenas eliminadas incluidas en lanzamientos en DVD, como en la secuela de Firefly, Serenity. En los comentario de audio de la colección de escenas eliminadas del DVD se menciona con frecuencia que la trama o la tensión se ven interrumpidas o ralentizadas por escenas demasiado explicativas, lo que justifica su eliminación en la versión final para cine. Otro ejemplo bien conocido es la secuencia del capullo en la película Alien. La escena agregó mucha información sobre el destino de varios miembros de la tripulación y nueva información sobre el ciclo de vida de la criatura, pero fue eliminada porque se consideró que ralentizaba y afectaba la tensión del final de la película.

## Formatos
Las escenas eliminadas o extendidas pueden presentarse en diferentes formatos. Pueden incluir o no efectos especiales completos, especialmente en películas de ciencia ficción y fantasía, donde los efectos visuales suelen ser más costosos, y la calidad de la imagen puede variar respecto al resto de la película, dependiendo principalmente de la edición realizada en la posproducción.
Además, las escenas eliminadas de películas animadas pueden no presentarse como escena completamente animadas, sino que pueden incluirse en forma de animáticas o bloopers, como en el caso de los lanzamientos en DVD de Toy Story y Buscando a Nemo de Pixar.

## Sala de montaje
La expresión en inglés cutting room floor y sus derivados (como left on the cutting room floor) se refiere al proceso en el que se elimina y descarta contenido. La frase proviene de la época en que el metraje se capturaba en película fotográfica. Los editores cortaban físicamente la cinta para eliminar los fotogramas no deseados antes de unirla como pieza final en una sala de montaje (cutting room), eliminando a veces escenas enteras. El material cortado se caía de la mesa de edición al suelo y, al final de la jornada laboral, se barría y se tiraba a la basura. Aunque el término se emplea principalmente en el ámbito cinematográfico, también se utiliza para referirse a cualquier elemento que finalmente se deja fuera de un producto final o al proceso necesario para eliminarlo.

## Parodia
El lanzamiento en DVD de la película Guía del viajero intergaláctico incluyó, además de varias escenas eliminadas convencionales, dos escenas ficticias denominadas Really Deleted.
En ocasiones, ZAPX de YTV presenta “escenas eliminadas” que no son auténticas, sino fragmentos aleatorios de la película en los que se inserta material del presentador del programa, Simón Mohos, con ese fin.[cita requerida]
En el DVD de UHF, "Weird Al" Yankovic ofrece comentarios sobre las escenas eliminadas y señala que existen horas de metraje, pero que todo fue eliminado por razones justificadas.